# Marko Prljević
Marko Prljević (Kirin Serbia: Марко Прљевић; sinh 2 tháng 8 năm 1988) là một hậu vệ bóng đá Serbia thi đấu cho Proleter Novi Sad.

## Sự nghiệp
Đầu tháng 8 năm 2017, Prljević rời khỏi FC Shirak.

## Danh hiệu
Donji Srem
- Serbian League Vojvodina: 2010–11